# Catada transversalis
Catada transversalis är en fjärilsart som beskrevs av Moore 1877. Catada transversalis ingår i släktet Catada och familjen nattflyn. Inga underarter finns listade i Catalogue of Life.